# Vaahteraliiga 2020
Die Vaahteraliiga 2020 war die 41. Saison der Vaahteraliiga, der höchsten Spielklasse des American Football in Finnland. Sie begann am 30. Juli und endete am 12. September 2020 mit dem Vaahteramalja XLI (auch Maple Bowl XLI), dem Finale um die finnische Meisterschaft. Ursprünglich sollte die Saison bereits im Mai beginnen und mehr Spiele in der regulären Spielzeit beinhalten, doch machte die COVID-19-Pandemie eine Verkürzung notwendig. Finnischer Meister wurden erstmals die Kuopio Steelers. Als bester Ligaspieler wurde Alpha Jalloh ausgezeichnet.

## Teilnehmer und Modus
Die sechs Vereine spielten in der regulären Saison einmal gegeneinander. Anschließend kamen die besten vier Teams in die Play-offs, in denen das bestplatzierte gegen das viertplatzierte Team sowie der Zweite gegen den Dritten im Halbfinale antrat.

## Regular Season

### Spielplan
| Spieltag 1 (30. Juli – 1. August 2020) | Spieltag 1 (30. Juli – 1. August 2020) | Spieltag 1 (30. Juli – 1. August 2020) | Spieltag 1 (30. Juli – 1. August 2020) | Spieltag 1 (30. Juli – 1. August 2020) | Spieltag 1 (30. Juli – 1. August 2020) |
| Datum                                  | Heimteam                               | Erg.                                   | Auswärtsteam                           | Zuschauer                              |                                        |
| -------------------------------------- | -------------------------------------- | -------------------------------------- | -------------------------------------- | -------------------------------------- | -------------------------------------- |
| 30. Juli 2020                          | Helsinki Wolverines                    | 31 : 15                                | Seinäjoki Crocodiles                   | 405                                    |                                        |
| 31. Juli 2020                          | Helsinki Roosters                      | 34 : 43                                | Kuopio Steelers                        | 675                                    |                                        |
| 1. August 2020                         | Wasa Royals                            | 39 : 28                                | Porvoon Butchers                       | 612                                    |                                        |

| Spieltag 2 (6. – 8. August 2020) | Spieltag 2 (6. – 8. August 2020) | Spieltag 2 (6. – 8. August 2020) | Spieltag 2 (6. – 8. August 2020) | Spieltag 2 (6. – 8. August 2020) | Spieltag 2 (6. – 8. August 2020) |
| Datum                            | Heimteam                         | Erg.                             | Auswärtsteam                     | Zuschauer                        |                                  |
| -------------------------------- | -------------------------------- | -------------------------------- | -------------------------------- | -------------------------------- | -------------------------------- |
| 6. August 2020                   | Seinäjoki Crocodiles             | 34 : 13                          | Helsinki Roosters                | 557                              |                                  |
| 7. August 2020                   | Helsinki Wolverines              | 26 : 36                          | Wasa Royals                      | 468                              |                                  |
| 8. August 2020                   | Porvoon Butchers                 | 21 : 48                          | Kuopio Steelers                  | 499                              |                                  |

| Spieltag 3 (13. – 15. August 2020) | Spieltag 3 (13. – 15. August 2020) | Spieltag 3 (13. – 15. August 2020) | Spieltag 3 (13. – 15. August 2020) | Spieltag 3 (13. – 15. August 2020) | Spieltag 3 (13. – 15. August 2020) |
| Datum                              | Heimteam                           | Erg.                               | Auswärtsteam                       | Zuschauer                          |                                    |
| ---------------------------------- | ---------------------------------- | ---------------------------------- | ---------------------------------- | ---------------------------------- | ---------------------------------- |
| 13. August 2020                    | Helsinki Roosters                  | 60 : 12                            | Porvoon Butchers                   | 463                                |                                    |
| 14. August 2020                    | Wasa Royals                        | 42 : 32                            | Seinäjoki Crocodiles               | 673                                |                                    |
| 15. August 2020                    | Kuopio Steelers                    | 70 : 06                            | Helsinki Wolverines                | 596                                |                                    |

| Spieltag 4 (20. – 22. August 2020) | Spieltag 4 (20. – 22. August 2020) | Spieltag 4 (20. – 22. August 2020) | Spieltag 4 (20. – 22. August 2020) | Spieltag 4 (20. – 22. August 2020) | Spieltag 4 (20. – 22. August 2020) |
| Datum                              | Heimteam                           | Erg.                               | Auswärtsteam                       | Zuschauer                          |                                    |
| ---------------------------------- | ---------------------------------- | ---------------------------------- | ---------------------------------- | ---------------------------------- | ---------------------------------- |
| 13. August 2020                    | Porvoon Butchers                   | 20 : 41                            | Helsinki Wolverines                | 266                                |                                    |
| 14. August 2020                    | Helsinki Roosters                  | 49 : 13                            | Wasa Royals                        | 458                                |                                    |
| 15. August 2020                    | Seinäjoki Crocodiles               | 14 : 07                            | Kuopio Steelers                    | 574                                |                                    |

| Spieltag 5 (27. – 29. August 2020) | Spieltag 5 (27. – 29. August 2020) | Spieltag 5 (27. – 29. August 2020) | Spieltag 5 (27. – 29. August 2020) | Spieltag 5 (27. – 29. August 2020) | Spieltag 5 (27. – 29. August 2020) |
| Datum                              | Heimteam                           | Erg.                               | Auswärtsteam                       | Zuschauer                          |                                    |
| ---------------------------------- | ---------------------------------- | ---------------------------------- | ---------------------------------- | ---------------------------------- | ---------------------------------- |
| 27. August 2020                    | Helsinki Wolverines                | 32 : 20                            | Helsinki Roosters                  | 467                                |                                    |
| 28. August 2020                    | Kuopio Steelers                    | 55 : 30                            | Wasa Royals                        | 625                                |                                    |
| 29. August 2020                    | Seinäjoki Crocodiles               | 42 : 06                            | Porvoon Butchers                   | 426                                |                                    |

### Tabelle
| Pl. | Team                 | Sp. | S | U | N | TD      | Diff. | Punkte | SQ    |
| --- | -------------------- | --- | - | - | - | ------- | ----- | ------ | ----- |
| 1   | Kuopio Steelers      | 5   | 4 | 0 | 1 | 223:105 | +118  | 8:2    | 0,800 |
| 2   | Wasa Royals          | 5   | 3 | 0 | 2 | 160:190 | 0−30  | 6:4    | 0,600 |
| 3   | Helsinki Wolverines  | 5   | 3 | 0 | 2 | 136:161 | 0−25  | 6:4    | 0,600 |
| 4   | Seinäjoki Crocodiles | 5   | 3 | 0 | 2 | 137:099 | 0+38  | 6:4    | 0,600 |
| 5   | Helsinki Roosters    | 5   | 2 | 0 | 3 | 176:134 | 0+42  | 4:6    | 0,400 |
| 6   | Porvoo Butchers      | 5   | 0 | 0 | 5 | 087:230 | −143  | 0:10   | 0,000 |

### Individuelle Statistiken
| Kategorie            | Athlet           | Position | Team                 | Spiele | Statistik |
| -------------------- | ---------------- | -------- | -------------------- | ------ | --------- |
| Passing              |                  |          |                      |        |           |
| Yards                | Miro Kadmiry     | QB       | Helsinki Roosters    | 5      | 1.234     |
| Touchdowns           | Seth Peters      | QB       | Kuopio Steelers      | 5      | 20        |
| Komplettierungen     | Seth Peters      | QB       | Kuopio Steelers      | 5      | 95        |
| Komplettierungsquote | Seth Peters      | QB       | Kuopio Steelers      | 5      | 63,8      |
| Rushing              |                  |          |                      |        |           |
| Yards                | Christian Powell | RB       | Seinäjoki Crocodiles | 5      | 803       |
| Touchdowns           | Christian Powell | RB       | Seinäjoki Crocodiles | 5      | 10        |
| Touchdowns           | Lamar Carswell   | RB       | Kuopio Steelers      | 5      | 10        |
| Yards pro Versuch    | Lamar Carswell   | RB       | Kuopio Steelers      | 5      | 9,3       |
| Receiving            |                  |          |                      |        |           |
| Yards                | Alpha Jalloh     | WR       | Wasa Royals          | 5      | 457       |
| Touchdowns           | Tino Ndongo      | WR       | Kuopio Steelers      | 5      | 9         |
| Receptions           | Josh Vandeweerd  | WR       | Kuopio Steelers      | 5      | 31        |
| Kicking              |                  |          |                      |        |           |
| Field Goals          | Santeri Kangas   | K        | Wasa Royals          | 5      | 1         |
| Field Goals          | Tomi Jokinen     | K        | Helsinki Wolverines  | 5      | 1         |
| Extrapunkte          | Iiro Pekkarinen  | K        | Kuopio Steelers      | 5      | 21        |
| XP-Trefferquote      | Roope Niskanen   | K        | Helsinki Roosters    | 5      | 87,0      |
| Defensive            |                  |          |                      |        |           |
| Sacks                | Ville Valasti    | DE       | Helsinki Wolverines  | 5      | 6,0       |
| Tackles              | Jaska Värinen    | LB       | Seinäjoki Crocodiles | 5      | 36        |
| Tackles pro Spiel    | A. J. Wentland   | LB       | Kuopio Steelers      | 3      | 7,7       |
| Interceptions        | Arttu Ketonen    | FS       | Helsinki Wolverines  | 5      | 4         |
| Quelle: sajl.org     |                  |          |                      |        |           |

## Play-offs
|  | Halbfinale | Halbfinale           | Halbfinale |  |  | Maple Bowl XLI | Maple Bowl XLI      | Maple Bowl XLI |
|  |            |                      |            |  |  |                |                     |                |
|  |            |                      |            |  |  |                |                     |                |
|  | 1          | Kuopio Steelers      | 35         |  |  |                |                     |                |
|  | 4          | Seinäjoki Crocodiles | 13         |  |  |                |                     |                |
|  |            |                      |            |  |  | 1              | Kuopio Steelers     | 21             |
|  |            |                      |            |  |  | 3              | Helsinki Wolverines | 0              |
|  | 2          | Wasa Royals          | 41         |  |  |                |                     |                |
|  | 3          | Helsinki Wolverines  | 42         |  |  |                |                     |                |
|  |            |                      |            |  |  |                |                     |                |

### Halbfinale
|                                     |                                    |  |                 |                           |                      |  |                                                     |
|                                     | Kuopio 5. September 2020 16:30 Uhr |  | Kuopio Steelers | \| \| 35 : 13 \| \| \| \| | Seinäjoki Crocodiles |  | Väinölänniemi Zuschauer: 713 Referee: V. Lamminsalo |
| (7:0, 14:7, 14:0, 0:6) Spielbericht | Kuopio 5. September 2020 16:30 Uhr |  | Kuopio Steelers |                           | Seinäjoki Crocodiles |  | Väinölänniemi Zuschauer: 713 Referee: V. Lamminsalo |
|                                     | 35 : 13                            |  |                 |                           |                      |  |                                                     |
|                                     |                                    |  |                 |                           |                      |  |                                                     |

|                                        |                                   |  |             |                           |                     |  |                                                |
|                                        | Vaasa 6. September 2020 16:30 Uhr |  | Wasa Royals | \| \| 41 : 42 \| \| \| \| | Helsinki Wolverines |  | Kaarlen kenttä Zuschauer: 621 Referee: J. Sipi |
| (14:12, 17:13, 7:14, 3:3) Spielbericht | Vaasa 6. September 2020 16:30 Uhr |  | Wasa Royals |                           | Helsinki Wolverines |  | Kaarlen kenttä Zuschauer: 621 Referee: J. Sipi |
|                                        | 41 : 42                           |  |             |                           |                     |  |                                                |
|                                        |                                   |  |             |                           |                     |  |                                                |

### Vaahteramalja XLI
Als wertvollster Spieler des Finals wurde Steelers Runningback Lamar Carswell ausgezeichnet.
|                               |                                    |  |                 |                          |                     |  |                                                       |
|                               | Lahti 12. September 2020 17:00 Uhr |  | Kuopio Steelers | \| \| 21 : 0 \| \| \| \| | Helsinki Wolverines |  | Stadion Lahti Zuschauer: 1.204 Referee: V. Lamminsalo |
| (21:0, 0:0, 0:0) Spielbericht | Lahti 12. September 2020 17:00 Uhr |  | Kuopio Steelers |                          | Helsinki Wolverines |  | Stadion Lahti Zuschauer: 1.204 Referee: V. Lamminsalo |
|                               | 21 : 0                             |  |                 |                          |                     |  |                                                       |
|                               |                                    |  |                 |                          |                     |  |                                                       |

## Auszeichnungen

### All Stars 2020
| Position               | Athlet           | Team                 |    | Position                | Athlet               | Team                |
| ---------------------- | ---------------- | -------------------- | -- | ----------------------- | -------------------- | ------------------- |
| Offense                |                  |                      |    |                         |                      |                     |
| QB                     | Seth Peters      | Kuopio Steelers      |    | LT                      | Samuli Vehkomäki     | Helsinki Roosters   |
| RB                     | Christian Powell | Seinäjoki Crocodiles | LG | Tuomas Hvitfelt         | Seinäjoki Crocodiles |                     |
| RB                     | Lamar Carswell   | Kuopio Steelers      | C  | Arttu Tennberg          | Porvoo Butchers      |                     |
| WR                     | Mikko Seppänen   | Porvoo Butchers      | RG | Teemu Salo              | Vaasa Royals         |                     |
| WR                     | Alpha Jalloh     | Vaasa Royals         | RT | Seppo Evwaraye          | Vaasa Royals         |                     |
| WR                     | Tino Ndongo      | Kuopio Steelers      |    |                         |                      |                     |
| Defense                |                  |                      |    |                         |                      |                     |
| DE                     | Ville Valasti    | Helsinki Wolverines  |    | LB                      | William James        | Helsinki Wolverines |
| DT                     | Carlos Carrasco  | Vaasa Royals         | DB | Tommy Kaczocha          | Kuopio Steelers      |                     |
| DE                     | Semmie Radji     | Kuopio Steelers      | DB | Ville-Valtteri Suojanen | Helsinki Roosters    |                     |
| LB                     | Jaska Värinen    | Seinäjoki Crocodiles | DB | Arttu Ketonen           | Helsinki Wolverines  |                     |
| LB                     | A. J. Wentland   | Kuopio Steelers      | DB | Iiro Pekkarinen         | Kuopio Steelers      |                     |
| LB                     | Kadel King       | Kuopio Steelers      |    |                         |                      |                     |
| Special Teams          |                  |                      |    |                         |                      |                     |
| P                      | Aleksi Pulkkinen | Helsinki Wolverines  |    | KR                      | Mikko Seppänen       | Porvoo Butchers     |
| K                      | Iiro Pekkarinen  | Kuopio Steelers      | KR | Alpha Jalloh            | Vaasa Royals         |                     |
| Quelle: jenkkifutis.fi |                  |                      |    |                         |                      |                     |

### Awards
- Liga-MVP (Vuoden liigapelaaja): Alpha Jalloh, WR / S / KR, Vaasa Royals
- Offensiv-Spieler des Jahres (Vuoden Hyökkääjä): Lamar Carswell, RB, Kuopio Steelers
- Defensiv-Spieler des Jahres (Matti Lindholm Trophy): Jaska Värinen, LB, Seinäjoki Crocodiles
- Bester Line-Spieler: Ville Valasti, DE, Helsinki Wolverines
- Leader des Jahres (Ari Tuuli Trophy): Mikko Seppänen, WR, Porvoo Butchers
- Bester Newcomer: Santeri Kangas, Vaasa Royals